# LPDDR

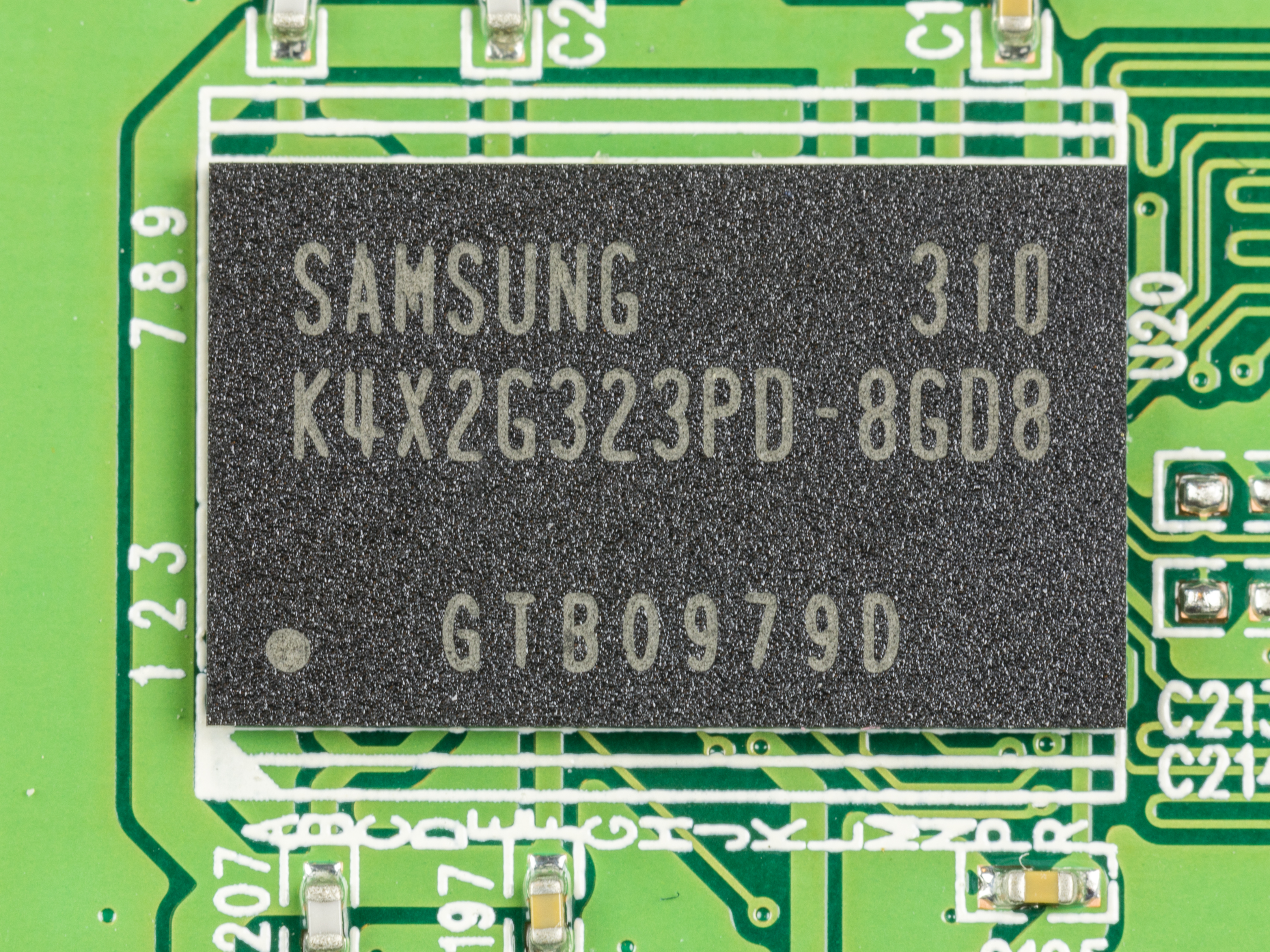
LPDDR：Samsung K4X2G323PD-8GD8

Low-Power Double Data Rate（LPDDR）は、省電力に特化したSDRAMの派生規格のメモリである。LPDDR SDRAM、また初期のものはモバイルDDR（mDDR）とも呼ばれる。

## 特徴
消費電力が少ないため、主にノートパソコンや携帯電話などのデバイスを対象として使用されている。
最新のLPDDRは、モバイルアプリケーションにより適合した技術が用いられており、DDR SDRAMとは数多くの違いがある。また、LPDDRのテクノロジ標準は本家のDDRとは独立して開発されており、LPDDR5においてはDDR5 SDRAMより以前に実装された。

## バス幅
| LPDDR                         | 1             | 1E            | 2             | 2E            | 3             | 3E            | 4                | 4X              | 5                | 5X               |
| ----------------------------- | ------------- | ------------- | ------------- | ------------- | ------------- | ------------- | ---------------- | --------------- | ---------------- | ---------------- |
| 最大密度                      |               |               |               |               | 32ビット      |               | 64ビット         | 64ビット        | 32ビット         | 32ビット         |
| メモリクロック（MHz）         | 200           | 266.7         | 200           | 266.7         | 200           | 266.7         | 200              | 266.7           | 400              | 533              |
| プリフェッチサイズ            | 2 n           | 2 n           | 4 n           | 4 n           | 8 n           | 8 n           | 16 n             | 16 n            | 16 n             | 16 n             |
| メモリ密度                    |               |               | 64Mb 8Gb      |               | 1Gb 32Gb      |               | 4ギガバイト 32Gb |                 | 4ギガバイト 32Gb |                  |
| I/Oバスクロック周波数（MHz）  | 200           | 266.7         | 400           | 533.3         | 800           | 1067          | 1600             | 2133            | 3200             | 4267             |
| データ転送速度（DDR）（MT/s） | 400           | 533.3         | 800           | 1067          | 1600          | 2133          | 3200             | 4267            | 6400             | 8533             |
| 供給電圧                      | 1.8 V         | 1.8 V         | 1.2、1.8 V    | 1.2、1.8 V    | 1.2、1.8 V    | 1.2、1.8 V    | 1.1、1.8 V       | 0.6、1.1、1.8 V | 0.5、1.05、1.8 V | 0.5、1.05、1.8 V |
| コマンド/アドレスバス         | 19ビット、SDR | 19ビット、SDR | 10ビット、DDR | 10ビット、DDR | 10ビット、DDR | 10ビット、DDR | 6ビット、SDR     | 6ビット、SDR    | 7ビット、DDR     | 7ビット、DDR     |

ステーショナリデバイスやラップトップで使用され、64ビット幅のメモリバスで接続される標準のSDRAMとは対照的に、LPDDRは16ビットまたは32ビット幅のチャネルも利用できる。
「E」バージョンは、仕様の拡張バージョンを示す。これらは、33％のパフォーマンス向上のために、最大266.7MHzのメモリアレイのオーバークロックを型式化した。これらのより高い周波数を実装するメモリモジュールは、 Apple MacBookやゲーミングノートパソコンで使用されている。
標準のSDRAMと同様に、ほとんどの世代は内部フェッチサイズと外部転送速度を2倍にする（DDR4とLPDDR5は例外）に、LPDDRは16ビットまたは32ビット幅のチャネルも利用できる。

## 世代

### LPDDR（1）
オリジナルの低消費電力DDR（LPDDR1と呼ばれることもある）は2006年にリリースされ、DDR SDRAMをわずかに改良した形態であり、全体的な消費電力を抑えるためにいくつかの変更が加えられている。
最も重要な変更点は、供給電圧が2.5Vから1.8Vに減少したことである。さらに、温度補償リフレッシュ（低温時にはDRAMのリフレッシュが少なくて済む）、部分アレイのセルフリフレッシュ、メモリの内容をすべて犠牲にする「ディープパワーダウン」モードなどによって、追加の省電力が実現されている。また、チップのサイズが小さくなり、非モバイル版と比べて基板スペースを節約している。この技術は、サムスンやマイクロンが主な提供者であり、iPhone 3GS、初代iPad、Samsung Galaxy Tab 7.0、Motorola Droid Xなどのタブレットやスマートフォンに使用されている。

### LPDDR2
2009年にリリースされたLPDDR2は、LPDDR(LPDDR1)を改良した第二世代のLPDDRシリーズで、2010年にEDECにより標準化された。前世代のLPDDRと比べていくつかの変更点がある。
最も重要な変更点は、前世代と比べて帯域幅が3.2GB/sから4.8GB/sに拡張されたことで、前世代と比べて約20%高速化された。 さらにメモリクロック数も200MHzから300MHzに改良され、さらなる高速化を果たした。　動作電圧も1.8Vから1.2Vに減少し、前世代と比べて動作電力が約40%削減されている。　LPDDR(LPDDR1)と比べてチップのサイズが小さくなり、より大容量のメモリーを製造することができるようになった。採用された例としては、主にiPhone4SやGalaxy S3などのモバイルデバイスなどが挙げられる。

### LPDDR5

#### LPDDR5X
2021年7月28日、JEDECはJESD209-5B、LPDDR5Xの規格を発表した。
- 最大8533 Mbit/sまで向上した速度
- tx/rxイコライゼーションによるシグナルインテグリティの改善
- 新しいアダプティブリフレッシュ管理機能による信頼性の向上[6]
- プリフェッチは16nでLPDDR5と同じ

2021年11月9日、サムスン電子は業界初のLPDDR5X DRAMを開発したと発表した。サムスンの実装には、14nmプロセスノードで16ギガビット(2GB)ダイが製造され、1つのパッケージに最大32ダイ(64GB)のモジュールが可能である。同社によれば、新しいモジュールはLPDDR5よりも20%省電力となった。
2021年11月19日、マイクロンは、MediaTekがマイクロンのLPDDR5X DRAMのDimensity 9000 5Gへの検証を完了したと発表した。
2024年4月、マイロンは9.6Gbps LPDDR5X DRAMをサンプル出荷している。一方、サムスンは10.7Gbps製品を2024年後半に出荷開始すると発表した。

##### LPDDR5T
2023年1月25日、SKハイニックスは業界初の「LPDDR5T (Low Power Double Data Rate 5 Turbo)」を開発したと発表した。最大9.6Gbpsまで速度が向上している。製造は第4世代の10nmプロセスにあたる“1anm”で、16GBが製品として提供される。
2023年10月25日、SKハイニックスはQualcomm TechnologiesのSoC, Snapdragon 8 Gen 3 Mobile Platformとの互換性検証を完了したと発表した。
2023年11月6日、MediaTekはSoC, Dimensity 9300にLPDDR5Tを採用と発表した。

#### CAMM2
CAMM2(Compression Attached Memory Module)は、DellのエンジニアTom SchnellによってIntelと共同で、開発された交換可能なLPDDR5/5Xモジュール規格である。2023年初旬にJEDECが標準化を目指していることが明らかとなった。
2023年12月5日、JEDECが標準化を発表した。